# Чемпионат России по лёгкой атлетике в помещении 2001
Чемпионат России по лёгкой атлетике в помещении 2001 года прошёл 16—18 февраля в Москве в манеже ЛФК «ЦСКА». Соревнования являлись отборочными в сборную России на чемпионат мира в помещении, прошедший 9—11 марта в Лиссабоне, столице Португалии. В турнире приняли участие около 700 спортсменов. На протяжении 3 дней было разыграно 28 комплектов медалей.
Чемпионат России по многоборьям в помещении 2001 проводился отдельно 16—18 февраля в Челябинске.

## Соревнования
Лучший результат сезона в мире в секторе для прыжка в длину у женщин показала Людмила Галкина, улетевшая в лучшей попытке на 7 метров ровно. Это личный рекорд спортсменки в помещении и лучший результат в истории чемпионатов России.
Другой знаковый рубеж покорила в тройном прыжке серебряная медалистка Олимпийских игр 2000 года Татьяна Лебедева, установившая личный рекорд в помещении — 15,00 м. Это также лучший результат мирового сезона, рекорд чемпионатов России, а также четвёртый результат в мировой истории дисциплины.
Другая серебряная медалистка Сиднея, толкательница ядра Лариса Пелешенко, продемонстрировала великолепные броски в своём коронном виде. Открыв соревнования попыткой на 19,97 м, в заключительной она послала снаряд за 20-метровую черту — 20,12 м — и упрочила своё лидерство в мировом рейтинге.
Первая четвёрка атлетов на дистанции 400 метров у мужчин пробежала её быстрее 47 секунд, тем самым обозначив неплохие перспективы эстафетной команды на грядущем чемпионате мира. При этом новый чемпион России Борис Горбань и ставший третьим Руслан Мащенко являются прежде всего специалистами в беге на 400 метров с барьерами.
Новый рекорд чемпионатов страны оказался на счету Ольги Котляровой в беге на 400 метров у женщин — 50,72. В сезоне у неё уже был результат быстрее: тремя неделями ранее на международном турнире «Русская зима» она выиграла со временем 50,42.
Результаты экстра-класса показали женщины на дистанции 800 метров. Все три призёра «разменяли» 2 минуты и установили личные рекорды, а победила со вторым результатом в истории России действующая чемпионка Европы Елена Афанасьева — 1.58,73.
Ряд неплохих результатов продемонстрировали и мужчины в технических видах. Чемпион мира в прыжке в высоту Вячеслав Воронин после неудачи на Олимпийских играх 2000 года и последовавшего за ней конфликта с руководством сборной постепенно стал возвращаться на лидирующие роли в России и мире. Он стал чемпионом с результатом 2,30 м, обойдя молодого Ярослава Рыбакова, взявшего 2,28 м.
Чемпион в прыжке с шестом определился после длительной перепрыжки — им стал 21-летний Павел Герасимов — 5,70 м. Личный рекорд в секторе для толкания ядра установил Павел Чумаченко, с огромным отрывом (более полутора метров) от серебряного призёра завоевавший свой четвёртый национальный титул в помещении.

## Медалисты

### Мужчины
| Дисциплина             | Золото                                                                           | Золото  | Серебро                                                                                  | Серебро | Бронза                                                                               | Бронза  |
| ---------------------- | -------------------------------------------------------------------------------- | ------- | ---------------------------------------------------------------------------------------- | ------- | ------------------------------------------------------------------------------------ | ------- |
| 60 м                   | Сергей Бычков Омская область                                                     | 6,68    | Дмитрий Васильев Нижегородская область                                                   | 6,70    | Александр Смирнов Карелия                                                            | 6,71    |
| 200 м                  | Олег Сергеев Тюменская область                                                   | 21,21   | Сергей Бычков Омская область                                                             | 21,31   | Сергей Блинов Москва Нижегородская область                                           | 21,54   |
| 400 м                  | Борис Горбань Москва                                                             | 46,33   | Андрей Семёнов Санкт-Петербург Свердловская область                                      | 46,42   | Руслан Мащенко Москва Воронежская область                                            | 46,71   |
| 800 м                  | Юрий Борзаковский Московская область                                             | 1.49,95 | Сергей Кожевников Москва Рязанская область                                               | 1.50,60 | Борис Кавешников Свердловская область Московская область                             | 1.51,67 |
| 1500 м                 | Вячеслав Шабунин Москва                                                          | 3.44,43 | Роман Тарасов Ростовская область                                                         | 3.48,52 | Александр Скворцов Чувашия                                                           | 3.48,64 |
| 3000 м                 | Сергей Дрыгин Москва                                                             | 8.08,51 | Рустам Якупов Москва                                                                     | 8.09,59 | Евгений Конойко Свердловская область                                                 | 8.11,42 |
| 3000 м с препятствиями | Роман Усов Москва Курская область                                                | 8.29,56 | Андрей Ольшанский Москва Волгоградская область                                           | 8.29,68 | Павел Потапович Курская область                                                      | 8.31,84 |
| 60 м с барьерами       | Евгений Печёнкин Новосибирская область                                           | 7,66    | Андрей Кислых Кемеровская область                                                        | 7,88    | Юрий Волков Москва                                                                   | 7,90    |
| Прыжок в высоту        | Вячеслав Воронин Москва Северная Осетия                                          | 2,30 м  | Ярослав Рыбаков Москва Ярославская область                                               | 2,28 м  | Алексей Кравцов Москва Ставропольский край                                           | 2,24 м  |
| Прыжок с шестом        | Павел Герасимов Москва                                                           | 5,70 м  | Василий Горшков Москва                                                                   | 5,70 м  | Павел Бурлаченко Москва                                                              | 5,65 м  |
| Прыжок в длину         | Евгений Третьяк Краснодарский край                                               | 8,11 м  | Владимир Малявин Москва                                                                  | 8,06 м  | Виталий Шкурлатов Волгоградская область Башкортостан                                 | 8,05 м  |
| Тройной прыжок         | Игорь Гавриленко Краснодарский край                                              | 17,00 м | Андрей Куренной Москва Краснодарский край                                                | 16,75 м | Игорь Сауткин Хабаровский край                                                       | 16,64 м |
| Толкание ядра          | Павел Чумаченко Иркутская область                                                | 20,91 м | Иван Юшков Иркутская область Новосибирская область                                       | 19,11 м | Александр Сальников Татарстан                                                        | 18,78 м |
| Эстафета 4×200 м       | Свердловская область Владимир Ерыкалов Александр Усов Денис Сивов Дмитрий Форшев | 1.26,44 | Калининградская область Александр Охин Антон Спиридонов Александр Соколов Дмитрий Пронин | 1.26,84 | Нижегородская область Дмитрий Васильев Алексей Офицеров Дмитрий Буйнов Сергей Блинов | 1.26,84 |

### Женщины
| Дисциплина             | Золото                                                               | Золото  | Серебро                                                                      | Серебро | Бронза                                                                                    | Бронза  |
| ---------------------- | -------------------------------------------------------------------- | ------- | ---------------------------------------------------------------------------- | ------- | ----------------------------------------------------------------------------------------- | ------- |
| 60 м                   | Марина Кислова Санкт-Петербург                                       | 7,19    | Лариса Круглова Мурманская область                                           | 7,24    | Наталья Михайловская Свердловская область                                                 | 7,28    |
| 200 м                  | Анастасия Капачинская Москва                                         | 23,24   | Наталья Михайловская Свердловская область                                    | 23,31   | Оксана Экк Москва                                                                         | 23,37   |
| 400 м                  | Ольга Котлярова Свердловская область                                 | 50,72   | Олеся Зыкина Тульская область                                                | 51,33   | Юлия Сотникова Нижегородская область                                                      | 52,13   |
| 800 м                  | Елена Афанасьева Московская область                                  | 1.58,73 | Ольга Кузнецова Москва                                                       | 1.58,94 | Наталья Горелова Москва                                                                   | 1.59,15 |
| 1500 м                 | Наталья Горелова Москва                                              | 4.09,35 | Елена Задорожная Иркутская область                                           | 4.10,03 | Ольга Кузнецова Москва                                                                    | 4.10,12 |
| 3000 м                 | Ольга Егорова Чувашия                                                | 8.55,35 | Елена Задорожная Иркутская область                                           | 8.57,40 | Алла Жиляева Курская область                                                              | 8.57,53 |
| 3000 м с препятствиями | Татьяна Вилисова Свердловская область                                | 9.53,35 | Наталья Черепанова Московская область                                        | 9.54,82 | Светлана Сайфушева Иркутская область                                                      | 9.57,50 |
| 60 м с барьерами       | Светлана Лаухова Санкт-Петербург                                     | 7,99    | Мария Коротеева Московская область                                           | 8,40    | Наталья Чулкова Владимирская область                                                      | 8,41    |
| Прыжок в высоту        | Юлия Ляхова Москва                                                   | 1,96 м  | Елена Гуляева Москва                                                         | 1,94 м  | Елена Сивушенко Волгоградская область                                                     | 1,92 м  |
| Прыжок с шестом        | Светлана Феофанова Москва                                            | 4,50 м  | Елена Исинбаева Волгоградская область                                        | 4,45 м  | Елена Белякова Москва                                                                     | 4,40 м  |
| Прыжок в длину         | Людмила Галкина Саратовская область                                  | 7,00 м  | Татьяна Котова Алтайский край Москва                                         | 6,80 м  | Татьяна Тер-Месробьян Санкт-Петербург                                                     | 6,68 м  |
| Тройной прыжок         | Татьяна Лебедева Волгоградская область                               | 15,00 м | Оксана Рогова Тамбовская область                                             | 14,25 м | Надежда Баженова Владимирская область                                                     | 14,24 м |
| Толкание ядра          | Лариса Пелешенко Санкт-Петербург                                     | 20,12 м | Светлана Кривелёва Московская область                                        | 19,53 м | Людмила Сечко Санкт-Петербург                                                             | 18,52 м |
| Эстафета 4×200 м       | Москва · Ирина Титова · Ирина Росихина · Татьяна Левина · Оксана Экк | 1.33,18 | Тульская область Юлия Табакова Наталья Щербак Ольга Халандырёва Олеся Зыкина | 1.33,31 | Свердловская область Маргарита Конойко Наталья Хрущелёва Олеся Красномовец Ирина Хабарова | 1.34,84 |

## Чемпионат России по многоборьям
Чемпионы страны в мужском семиборье и женском пятиборье определились 16—18 февраля 2001 года в Челябинске в манеже Уральской академии физической культуры. Чемпион среди мужчин, Вадим Башинский, набрал лучшую сумму в карьере — 5777 очков, что позволило ему на 5 очков обойти серебряного призёра соревнований, Дмитрия Иванова. Новый рекорд России среди молодёжи (до 23 лет) установил Николай Аверьянов, ставший четвёртым в абсолютном зачёте — 5571 очко.

### Мужчины
| Дисциплина | Золото                              | Золото     | Серебро                        | Серебро   | Бронза                                    | Бронза    |
| ---------- | ----------------------------------- | ---------- | ------------------------------ | --------- | ----------------------------------------- | --------- |
| Семиборье  | Вадим Башинский Ставропольский край | 5777 очков | Дмитрий Иванов Санкт-Петербург | 5772 очка | Николай Тищенко Москва Краснодарский край | 5581 очко |

### Женщины
| Дисциплина | Золото                         | Золото    | Серебро                                      | Серебро   | Бронза                                 | Бронза     |
| ---------- | ------------------------------ | --------- | -------------------------------------------- | --------- | -------------------------------------- | ---------- |
| Пятиборье  | Ирина Белова Иркутская область | 4752 очка | Светлана Парфёнова Адыгея Ростовская область | 4402 очка | Светлана Соколова Белгородская область | 4396 очков |

## Состав сборной России для участия в чемпионате мира
По итогам чемпионата и с учётом выполнения необходимых нормативов, в состав сборной для участия в чемпионате мира в помещении в Лиссабоне вошли:
Мужчины
60 м: Сергей Бычков, Дмитрий Васильев.

200 м: Олег Сергеев.

400 м: Борис Горбань, Андрей Семёнов.

Эстафета 4х400 м: Борис Горбань, Андрей Семёнов, Руслан Мащенко, Александр Ладейщиков, Дмитрий Форшев.

800 м: Юрий Борзаковский, Сергей Кожевников.

1500 м: Вячеслав Шабунин.

60 м с барьерами: Евгений Печёнкин, Андрей Кислых — позднее снялся с соревнований.

Прыжок в высоту: Вячеслав Воронин, Ярослав Рыбаков.

Прыжок с шестом: Павел Герасимов.

Прыжок в длину: Евгений Третьяк — позднее снялся с соревнований, его место занял Виталий Шкурлатов, Владимир Малявин.

Тройной прыжок: Игорь Гавриленко.

Толкание ядра: Павел Чумаченко.

Семиборье: Лев Лободин.
Женщины
60 м: Марина Кислова, Лариса Круглова.

200 м: Анастасия Капачинская, Наталья Михайловская.

400 м: Ольга Котлярова, Олеся Зыкина.

Эстафета 4х400 м: Ольга Котлярова, Олеся Зыкина, Юлия Сотникова, Юлия Носова, Наталья Хрущелёва, Наталья Антюх.

800 м: Елена Афанасьева, Светлана Черкасова.

1500 м: Наталья Горелова, Ольга Кузнецова — позднее снялась с соревнований.

3000 м: Ольга Егорова, Елена Задорожная.

60 м с барьерами: Светлана Лаухова, Мария Коротеева — позднее снялась с соревнований.

Прыжок в высоту: Юлия Ляхова, Елена Гуляева.

Прыжок с шестом: Светлана Феофанова, Елена Исинбаева.

Прыжок в длину: Людмила Галкина, Татьяна Котова.

Тройной прыжок: Татьяна Лебедева, Оксана Рогова.

Толкание ядра: Лариса Пелешенко, Светлана Кривелёва.

Пятиборье: Елена Прохорова, Наталья Рощупкина — имели освобождение от отбора.